# Ulosyneda indiscreta
Ulosyneda indiscreta là một loài bướm đêm trong họ Noctuidae.